# Agriculture, élevage et sylviculture au Tibet

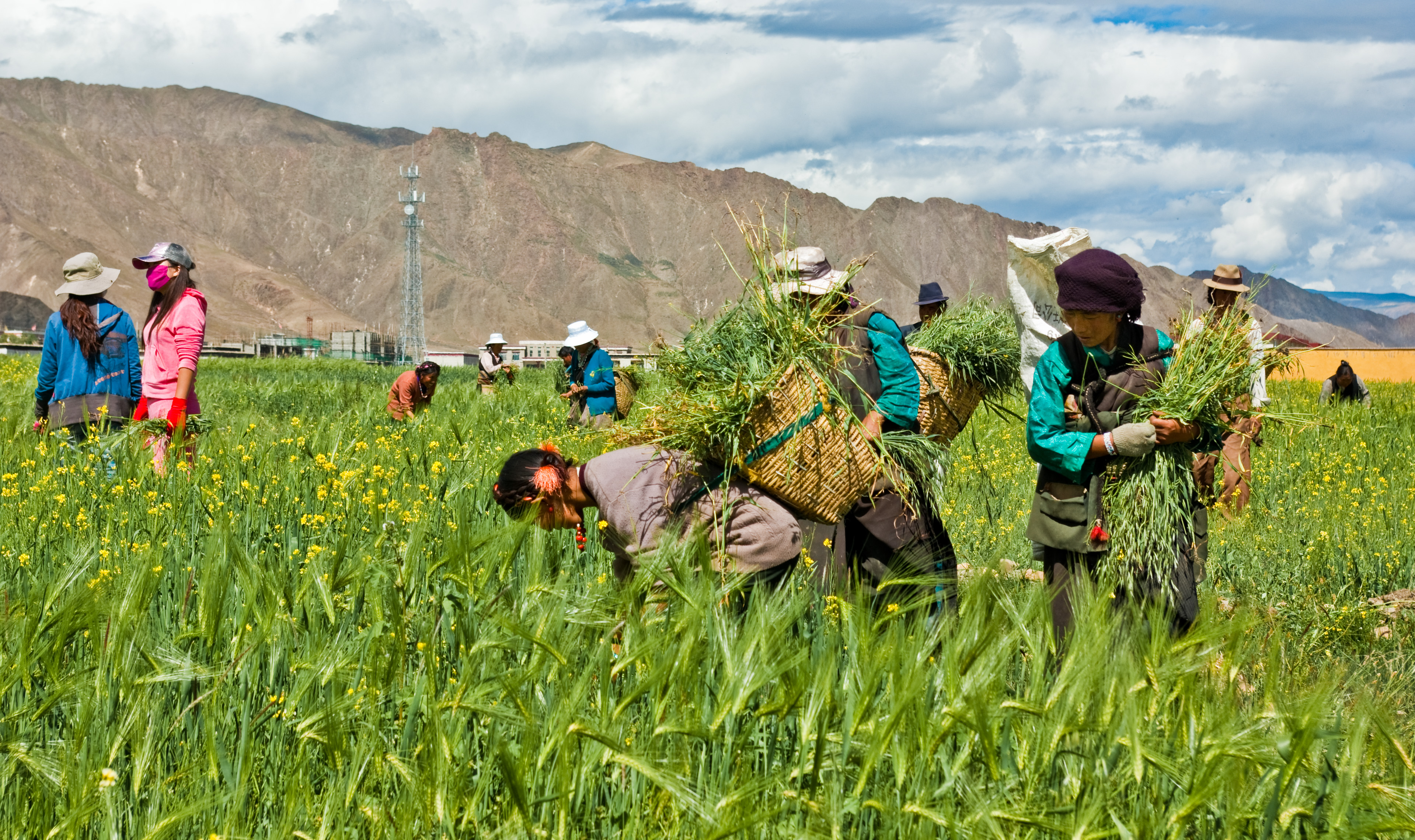
Fermiers au Tibet (2009)

L'agriculture au Tibet était autrefois dominée par l'agriculture de subsistance, c'est-à-dire une agriculture ayant pour but de pourvoir uniquement à la subsistance de la famille.
Le tibétologue Andrew Martin Fischer indique que, selon un recensement chinois de 2000, les Tibétains restent massivement ruraux car le taux général de résidents tibétains en zone rurale est de 87,2 % avec 91,4 % dans le Qinghai, 90,9 % dans le Gansu, 89,5 % dans le Sichuan, 84,8 % dans la région autonome du Tibet et 80 % dans le Yunnan.
Depuis les années 1990, les agriculteurs et les pasteurs d'ethnie tibétaine de la région autonome du Tibet bénéficient d'une exemption complète d'impôts sur les revenus de l'exploitation agricole, mesure qui a été étendue à la minorité tibétaine de la province du Sichuan en 2004.

## Géographie

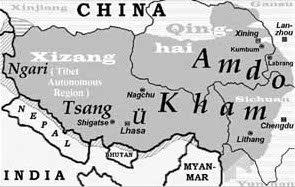
Carte du Tibet historique

Le Tibet historique ou Grand Tibet, comprenant les provinces traditionnelles tibétaines de l'Ü-Tsang, du Kham et de l'Amdo, est l'aire asiatique habitée par le peuple des Tibétains. Cette aire, revendiquée par le gouvernement tibétain en exil, est composée de trois régions : l'Ü-Tsang (dont la plus grande partie du territoire est aujourd'hui comprise dans la région autonome du Tibet), l'Amdo (correspondant aujourd'hui globalement aux provinces chinoises du Qinghai et du Gansu) et le Kham (dont le territoire est partagé entre les provinces du Sichuan et du Yunnan et la région autonome du Tibet).
La région autonome du Tibet, créée en 1965, s'étend sur un territoire de 1,2 million de km2. Environ 80 % de ce territoire se trouve au-dessus de 4 000 m.  
Les principales terres agricoles sont situées dans les plaines alluviales s'étendant le long des rives des grands fleuves dans le Tibet central et méridional : le Brahmapoutre, le Yangzi Jiang, le Mékong et le Salouen. Ces vallées sont désignées comme le « grenier du plateau Tibétain ». Environ la moitié des 2,7 millions d'habitants de la région autonome vivent à l'intérieur ou sur le pourtour de ces vallées, à une altitude allant de 3 500 m à 3 950 m. Si les hivers y sont froids et secs, l'été et l'automne sont idéaux pour la croissance des plantes grâce au soleil abondant, aux pluies constantes et à la possibilité d'irriguer une bonne partie des terres.
L'orge est la culture principale du Tibet. Il est cultivé essentiellement entre 2 500 m et 4 000 m d'altitude car cette céréale résiste bien au froid.

## Histoire

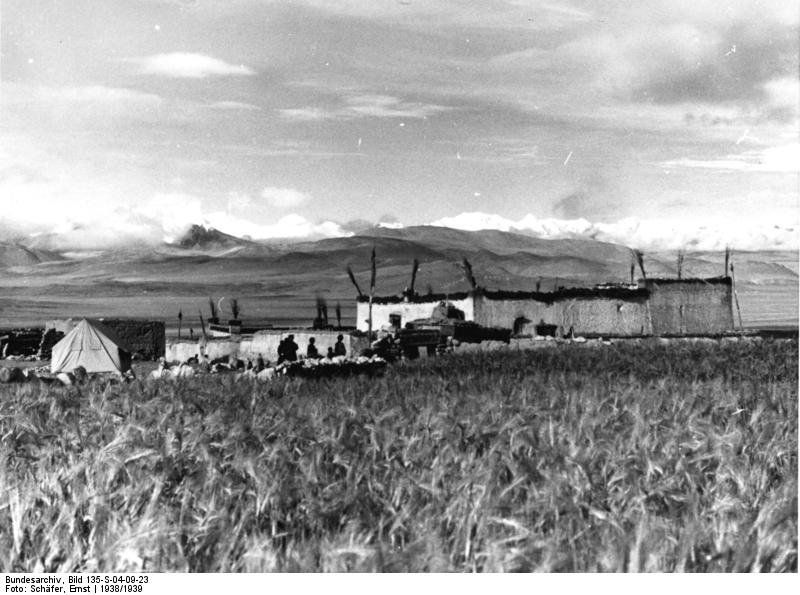
Champ d'orges, Khampa Dzong, 1938

### Les années 1940
Ayant vécu au Tibet à la fin des années 1940, l'Autrichien Heinrich Harrer a laissé dans ses mémoires quelques notations sur l'agriculture à cette époque. Harrer qualifie les méthodes de culture de tout à fait médiévales. S'étant rendu dans plusieurs grands domaines à l'invitation de propriétaires nobles, il découvre que leurs paysans se servent encore d'un araire en bois muni d'un soc en fer, tiré toutefois par un excellent animal de trait, le dzo, croisement entre le bœuf et le yak. Il s'étonne que les Tibétains ne pensent pas à détourner l'eau des ruisseaux et des rivières à la fonte des neiges pour arroser leurs champs au printemps, qui est généralement très sec.

### Les années 1950

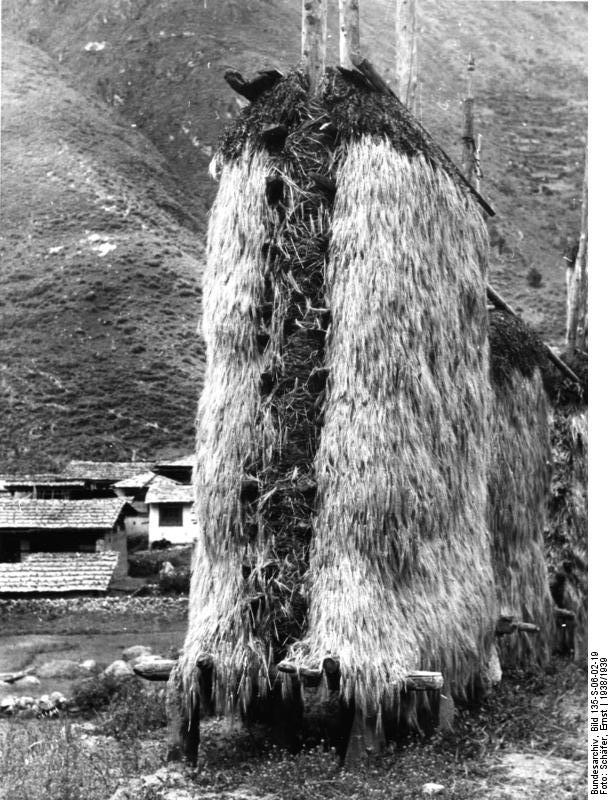
Dessiccation céréalière sur un échafaudage, 1938

Selon l'écrivain et journaliste Claude Arpi, directeur du pavillon de la culture tibétaine à Auroville, l'entrée de plus de 90 000 militaires chinois lors de intervention militaire chinoise au Tibet dans les années 1950 a pesé lourdement sur les ressources alimentaires du pays.[citation nécessaire].
Après l'Intervention militaire chinoise au Tibet (1950-1951) et la signature de l'Accord en 17 points, l’Armée populaire de libération (APL) entra le 9 septembre 1951 à Lhassa. Selon Philippe Hayez, la nécessité de nourrir les 5 000 soldats à Lhassa et 10 000 soldats des garnisons situées le long de routes stratégiques, entraîna une déstabilisation de la modeste économie tibétaine provoquant augmentation du prix des céréales et famines.
Le ravitaillement des 10 000 soldats de l'Armée populaire de libération auprès des populations tibétaines entraîna une raréfaction des denrées alimentaires. Devant ces problèmes d'approvisionnement l'armée chinoise installée à Lhassa réquisitionna les stocks de céréales. La population de Lhassa connut des restrictions. 
Selon Horst Südkamp, à l’époque de l’introduction de la politique de collectivisation dans la région du Kham, 40 000 paysans chinois furent envoyés au Tibet.
L'historien américain Melvyn C. Goldstein rapporte, pour cette même période, que la faction ultranationaliste et conservatrice de l'élite tibétaine opposée au retour des Chinois, rendit difficile le séjour de ces derniers à Lhassa, en particulier en créant des pénuries alimentaires afin de faire pression sur eux et les amener à retirer l'essentiel de leurs troupes et de leurs cadres,.
Selon cet auteur, en novembre 1951, les effectifs de l’Armée populaire de libération à Lhassa et au Tibet central atteignirent les 8 000 hommes. Pour les nourrir, il fallait 5,7 millions de jin (1 jin = 2,2 livres) de céréales par an, auxquels s’ajoutait 1,3 million de jin de fourrage par an pour 1 200 chevaux et mules. Il fallait également de la viande, du beurre, du thé, du bois de chauffage et des légumes, et cela tout de suite car l’armée était arrivée sans guère de réserves, comptant sur l'exécution par le gouvernement tibétain des points 2 et 16 de l'Accord sur les mesures pour la libération pacifique du Tibet.
Le Tibet n’ayant pas de réseau routier et les clauses de l’accord en 17 points interdisant toute réquisition à l’armée populaire, celle-ci se lança dans la construction de deux routes, l’une méridionale depuis Chamdo, l’autre septentrionale depuis le Qinghai. Il fut également décidé d’affecter une partie des troupes à la culture de nouvelles parcelles. Mais, en attendant, il fallut acheter sur place, en dayan d’argent, nourriture et combustible.
Le point 16 de l’accord prévoyait que « le gouvernement local du Tibet aiderait l’Armée populaire de libération à acheter et transporter nourriture, fourrages et autres nécessités quotidiennes ». Au départ, le cabinet tibétain livra des grains au compte-goutte, prétextant que la production locale ne pouvait alimenter une armée aussi nombreuse (alors qu’on aurait pu approvisionner sans trop de mal la garnison chinoise pendant les deux ou trois premières années en demandant aux riches propriétaires nobles et monastiques de vendre leurs stocks de céréales et en faisant appel aux 2,8 millions de jin présents dans les greniers gouvernementaux).
Les ministres suggérèrent qu’une partie des 8 000 hommes soit cantonnée dans d’autres villes que Lhassa, en fonction de quoi une année d’approvisionnement serait assurée à la troupe restée sur place, ce qui fut fait début novembre 1951. L’armée populaire décida de son côté de réduire de moitié les rations alimentaires si bien que certains soldats, tenaillés par la faim, en furent réduits à manger des racines.
La situation se débloqua grâce à la création, à l’initiative de Ngabo Ngawang Jigme, d’un sous-comité du Kashag chargé de faire l’inventaire des réserves de grains et de vendre celles-ci à l’APL. Mais entretemps, la mauvaise volonté du cabinet tibétain avait causé non seulement une famine larvée pour la troupe chinoise mais aussi une inflation du prix des aliments à Lhassa, source de mécontentement pour la population.
D’autres mesures furent prises par les Chinois. En 1952, ils firent venir des milliers de tonnes de riz du Guangdong en les faisant transiter par l’Inde et le Sikkim via la route muletière entre Kalimpong et Lhassa. Ils firent venir également des denrées à dos d’animal depuis le Sichuan et le Qinghai.

### Les années 1960
Dans les années 1960, les autorités chinoises forcèrent les agriculteurs tibétains à cultiver le blé, à la place de l'orge qui est la récolte traditionnelle dans la région de l'Himalaya, ce qui eut pour résultat la première famine de l'histoire tibétaine. Les moissons échouèrent comme les agriculteurs l'avaient prédit et des milliers de Tibétains moururent de faim
,. Selon Laurent Deshayes, ces réformes agraires furent une des raisons des rébellions tibétaines contre le gouvernement chinois.
En 1961, après avoir exproprié les biens fonciers des seigneurs et des lamas, le gouvernement chinois organisa les paysans en communes. Dans son article Friendly Feudalism: The Tibet Myth, Michael Parenti rapporte que fermiers locataires et paysans sans terre reçurent des centaines de milliers d’arpents. Les troupeaux appartenant à la noblesse furent remis à des collectifs de pasteurs pauvres. Des améliorations furent apportées à la reproduction du bétail tandis que de nouvelles variétés de légumes et souches de blé et d’orge étaient introduites. Ces mesures, jointes à une meilleure irrigation, auraient entraîné une augmentation de la production agricole.
Thomas Laird a publié le témoignage de Tibétains datant des années 1980. Il interviewa des paysans tibétains pauvres d’une région isolée de la région autonome du Tibet. Selon le chef du village, les champs de sa région furent collectivisés dans les années 1960 et les paysans connurent des années de famine, ce qui n’était pas arrivé sous les nobles.

### Les années 1970
À la fin des années 1970, le gouvernement délaisse les objectifs maoïstes et introduit des réformes pour l'agriculture. La planification et la collectivisation sont en partie abandonnées.

### AuXXIesiècle
Les efforts de la part du gouvernement chinois de sédentariser les éleveurs nomades, dont les débuts remontent aux années 1960, ont été fortement intensifiés avec l'introduction de la nouvelle strategie de développement d'ouverture vers l'Ouest ( Opening of the west, chin: 西部大开发 xibu da kaifa). Selon les sources, entre 1 million et plus de 2 millions ont été sédentarisés à partir de 2006, modifiant radicalement le mode de vie et la pratique pastorale.

## Foncier
Selon Emily T. Yeh la terre est « attribuée » en usufruit aux agriculteurs. Les contrats disent simplement « pour le long terme ». Lorsque les agriculteurs cessent leur activité et cherchent un travail en ville, les terres retournent à la collectivité.[Quand ?]

## Agriculture

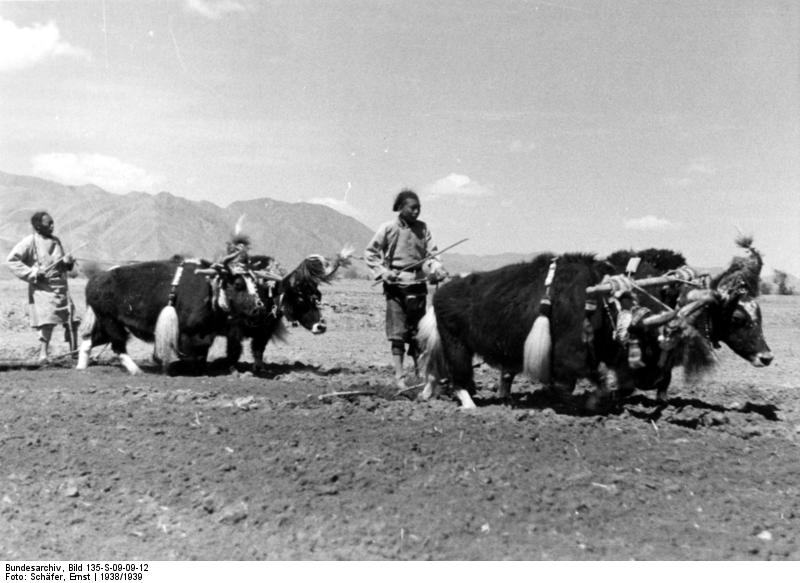
Schigatsé-Taktsé, agriculture avec des yaks, 1938

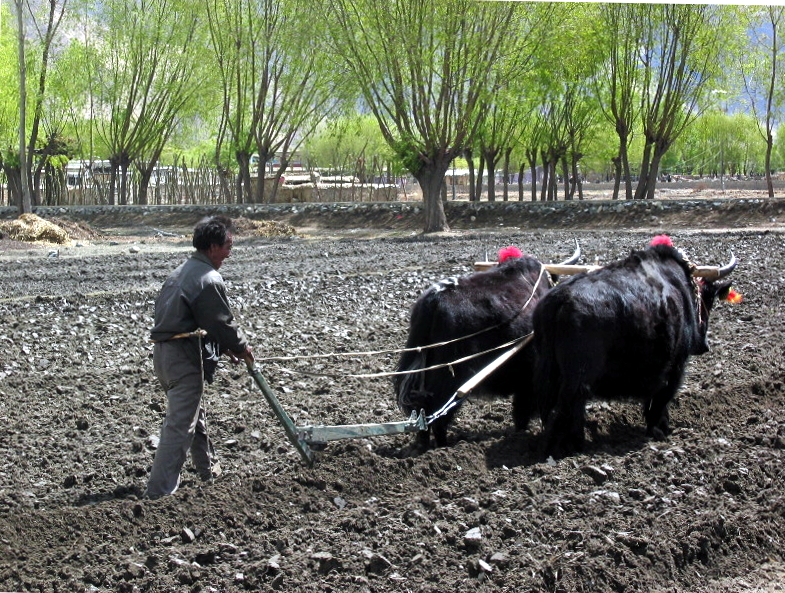
Yaks pour labourer les terres (2004)

Selon Wang Wenchang et Lha Can, le labourage à la charrue à bœufs s'est prolongé jusqu'au milieu du XXe siècle. En 2004, il arrivait de le voir encore dans des villages reculés. À partir des années 1980, la charrue à bœufs a été remplacée par le motoculteur. 
Jean Dif, après un voyage au Tibet en septembre-octobre 2004, écrit que si la traction animale y est toujours utilisée, on trouve aussi de petits tracteurs, des batteuses, etc., dans les villages. 
Interrogé par le Tibetan Centre for Human Rights & Democracy, Tsering Dorjee, un Tibétain natif de la région de Qomolangma, qui quitta son village pour faire des études puis passa une année au Tibet entre 2005 et 2006 (il vit actuellement aux États-Unis), rapporte que les méthodes agricoles n’ont pas changé au Qomolangma depuis l’entrée des Chinois. Les autorités locales auraient dernièrement introduit des engrais et des pesticides pour améliorer la productivité, obligeant les agriculteurs tibétains à les acheter ou à les rembourser sous forme de grain. Ces derniers se plaignent des dommages sur les sols dus à l’utilisation de ces produits et de la modification du goût de la farine d’orge. Les paysans ne peuvent rembourser ces produits et certains deviennent endettés.
Elisabeth Martens évoque le progrès que constitue désormais, pour les habitants de Lhassa, l'installation par les Chinois de « serres à tomates, poivrons, courges, potirons et autres légumes et fruits qui, avant, étaient introuvables au Tibet ».

## Arboriculture fruitière

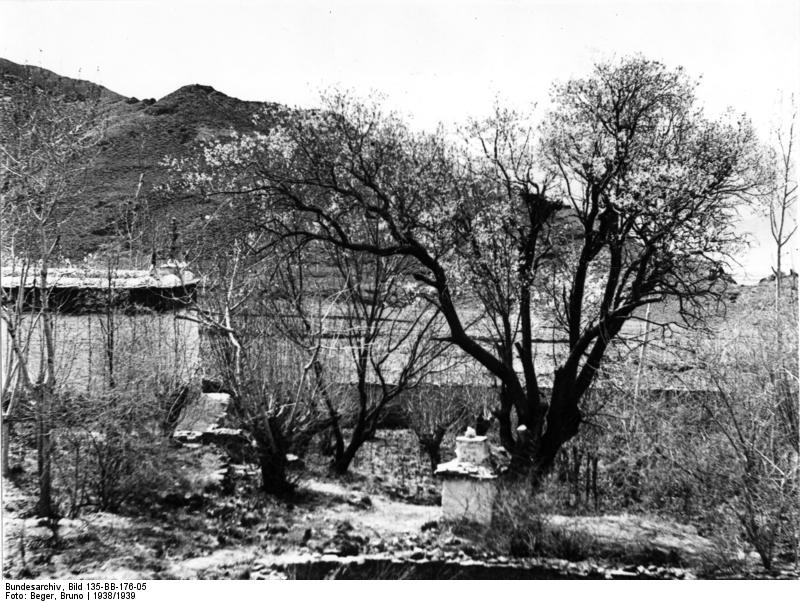
Vue sur parc avec chapelle, et abricotiers en fleur, 1938

La région du Kongpo est célèbre pour ses arbres fruitiers.

## Élevage

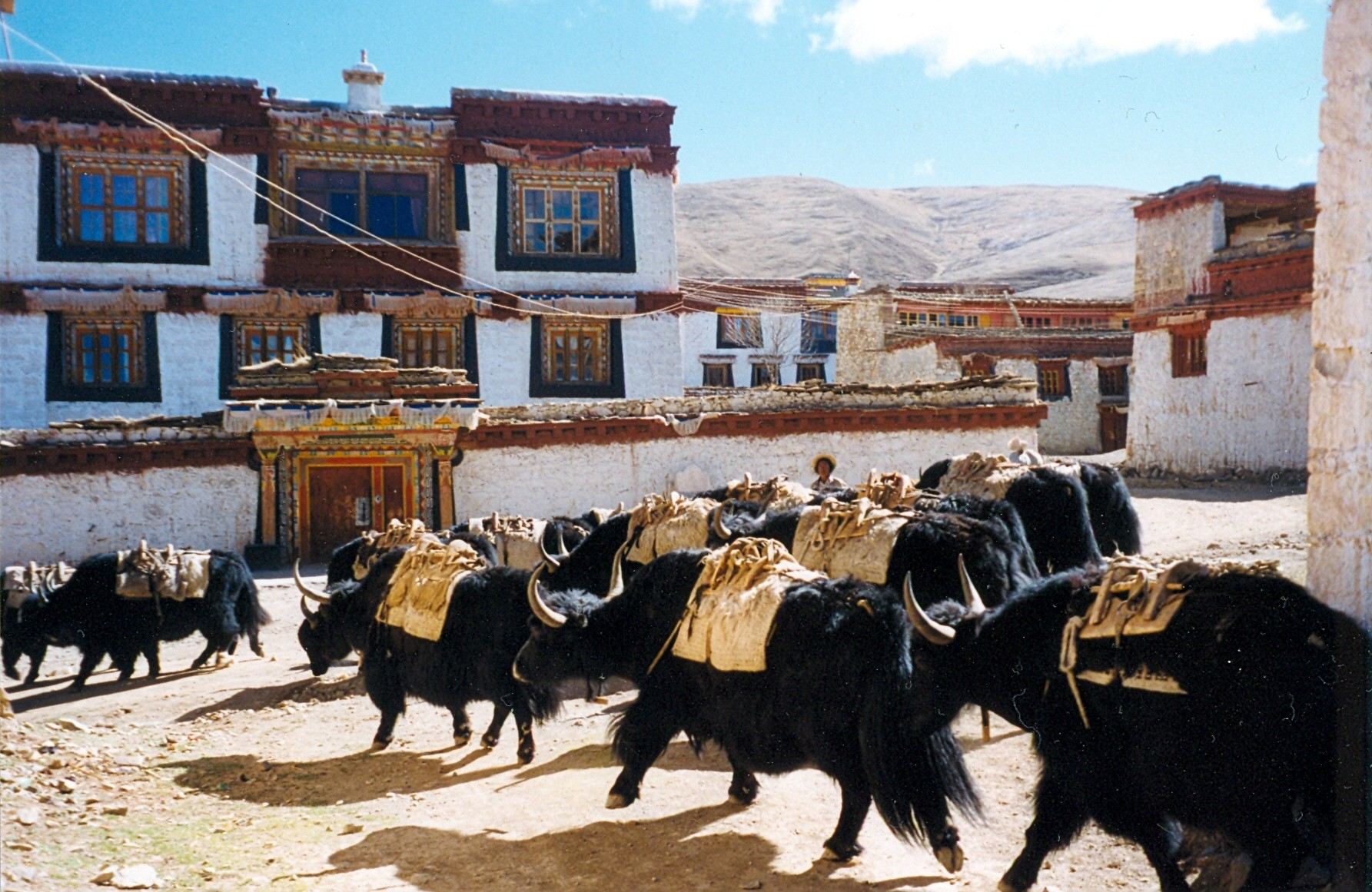
Yaks devant le monastère Ganden Thubchen Choekhorling, 2000

Avec ses 80 millions d'hectares de prairies, le Tibet est une des cinq grandes régions pastorales de la Chine. Au début des années 1950, la valeur de la production pastorale représentait les 2/3 de la production agricole et pastorale totale. Depuis 1994, la production agricole dépasse la production pastorale.

### Yak
Le Yak domestique (Bos grunniens grunniens Linnaeus, 1766) est utilisée comme bête de somme (un yak porte environ 130 kilos) et comme monture et fournit laine (avec laquelle on confectionne des vêtements et des cordes), cuir, viande (séchée à l'air froid et sec), lait (sous forme nature ou fermentée) et fromage. De plus, ses bouses séchées sont un combustible très utilisé. Au Tibet comme en Mongolie le yak est fréquemment croisé avec des vaches, les hybrides sont des dzo et remplacent admirablement bien les yaks aux faibles altitudes. Ils sont utilisés comme animaux de bât et pour les travaux aux champs,,.

### Urbanisation des éleveurs
Selon Human Rights Watch, des bergers tibétains sont déplacés par la force au Gansu, Qinghai, Sichuan et dans la région autonome du Tibet: « De nombreux bergers ont été contraints d’abattre leur bétail et de déménager dans des colonies de logements nouvellement construits, sans avoir été consultés ni indemnisés ». Le directeur pour l'Asie de Human Rights Watch indique que « Certaines autorités chinoises prétendent que leur urbanisation forcée des bergers tibétains est une forme éclairée de modernisation ». 
La tibétologue Anne-Marie Blondeau indique que ces populations, qui subvenaient à leurs besoins, sont maintenant logées dans les banlieues des grandes villes dans des conditions économiques difficiles.
Ma Rong, professeur, sociologue et démographe chinois, est intervenu à ce sujet lors du séminaire international de tibétologie, en octobre 2008,  à Pékin. Il s'interroge sur ce déplacement de population : « Est-il vraiment nécessaire d’amener une grande partie de la population vers les villes ? Je ne suis pas convaincu non plus qu’il soit souhaitable pour tous les paysans tibétains d’aller s’installer dans la vallée fertile du Yarlung ; faire déménager les gens n’est pas toujours une solution idéale ».

## Sylviculture

### Ressources forestières
Le Tibet est riche en ressources forestières. Il possède 7,17 millions d'hectares de forêt, et les réserves estimées se montent à 2,08 milliards de mètres cubes, soit les plus élevées de Chine. Il y a environ 13 millions d'hectares de terres convenant au reboisement. Ces réserves se trouvent dans le sud, l'est et le sud-est du Tibet. Il y a des forêts alpines, tempérées, subtropicales et même tropicales. La couverture forestière représente 9,8 % du territoire.

### Déboisement

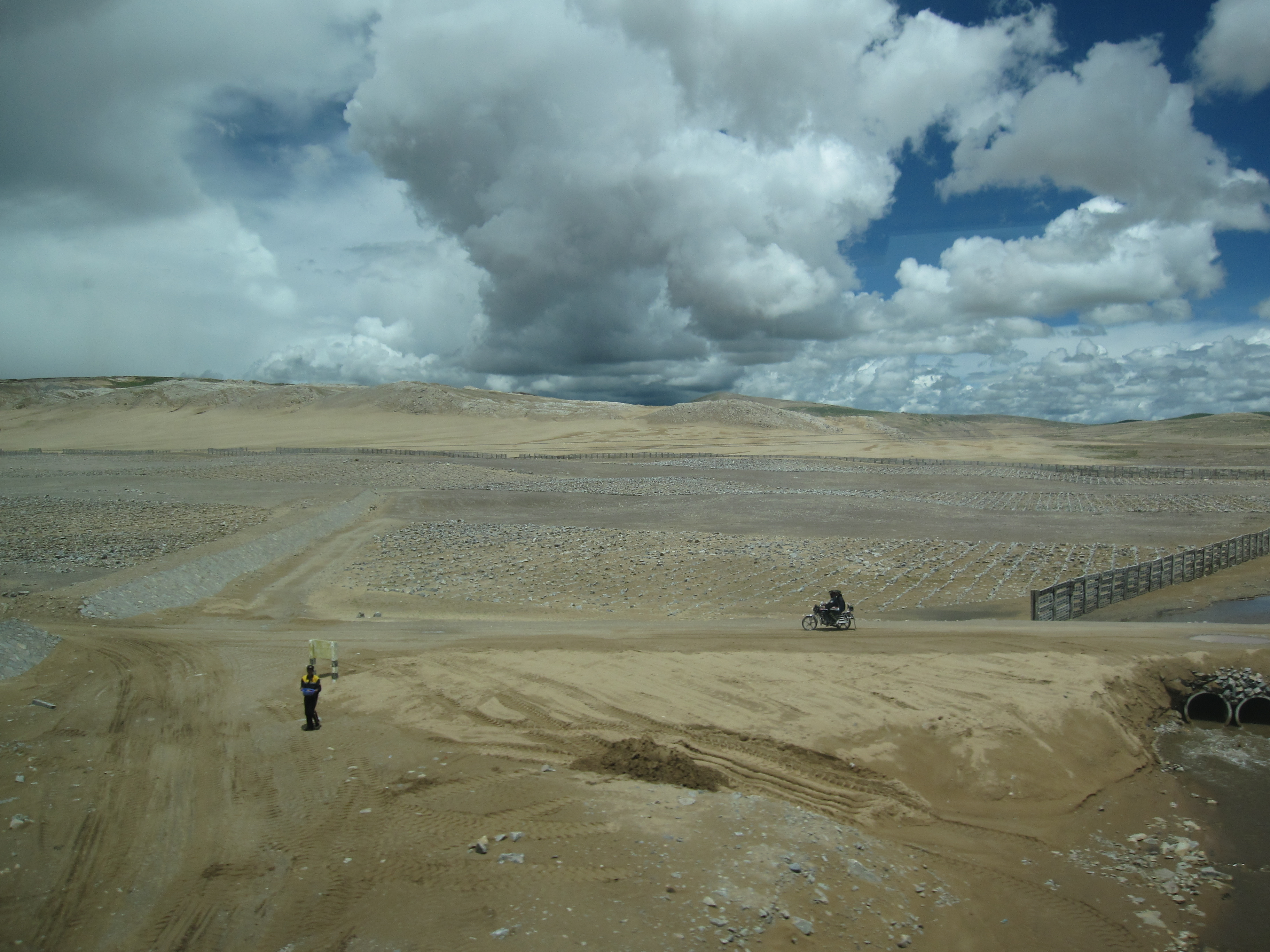
Désert tibétain

Les dégâts du déboisement à proximité de Chamdo dans les années 1940 sont notés par l'opérateur radio Robert W. Ford : plus près de la ville, les collines étaient nues et érodées, il ne restait que quelques bosquets de pins. Ford affirme que l’exploitation forestière intensive débuta dans les années 1970 dans le sud et l’est du Tibet.
Selon Jean-Paul Ribes, en 1949, les forêts recouvraient 222 000 km2, soit près de la moitié de la superficie de la France. En 1989, la moitié de la surface de la forêt était rasée. 
La déforestation dans les régions du sud-est du Tibet (Kongpo et Kham) accroît l'érosion des sols et les risques d'inondations pour l'ensemble des pays du sud de l'Asie. En effet le Tibet est considéré comme le château d'eau de l'Asie, tous les grands fleuves de l'Asie y prennent leur source et recueillent les eaux de ruissellement dans leurs cours supérieurs. La couverture forestière dans le Tibet historique était de 12 millions d'hectares sur les 25 millions d'hectares existants. 
La Chine indique avoir importé du Tibet 18 millions de mètres cubes de grumes en 40 ans. Pendant ces 40 ans, les Chinois estiment le commerce du bois, uniquement pour la région autonome du Tibet à 54 milliards de dollars. Selon Laurent Deshayes, les forêts sont surexploitées par les sociétés chinoises.

## Revenus agricoles

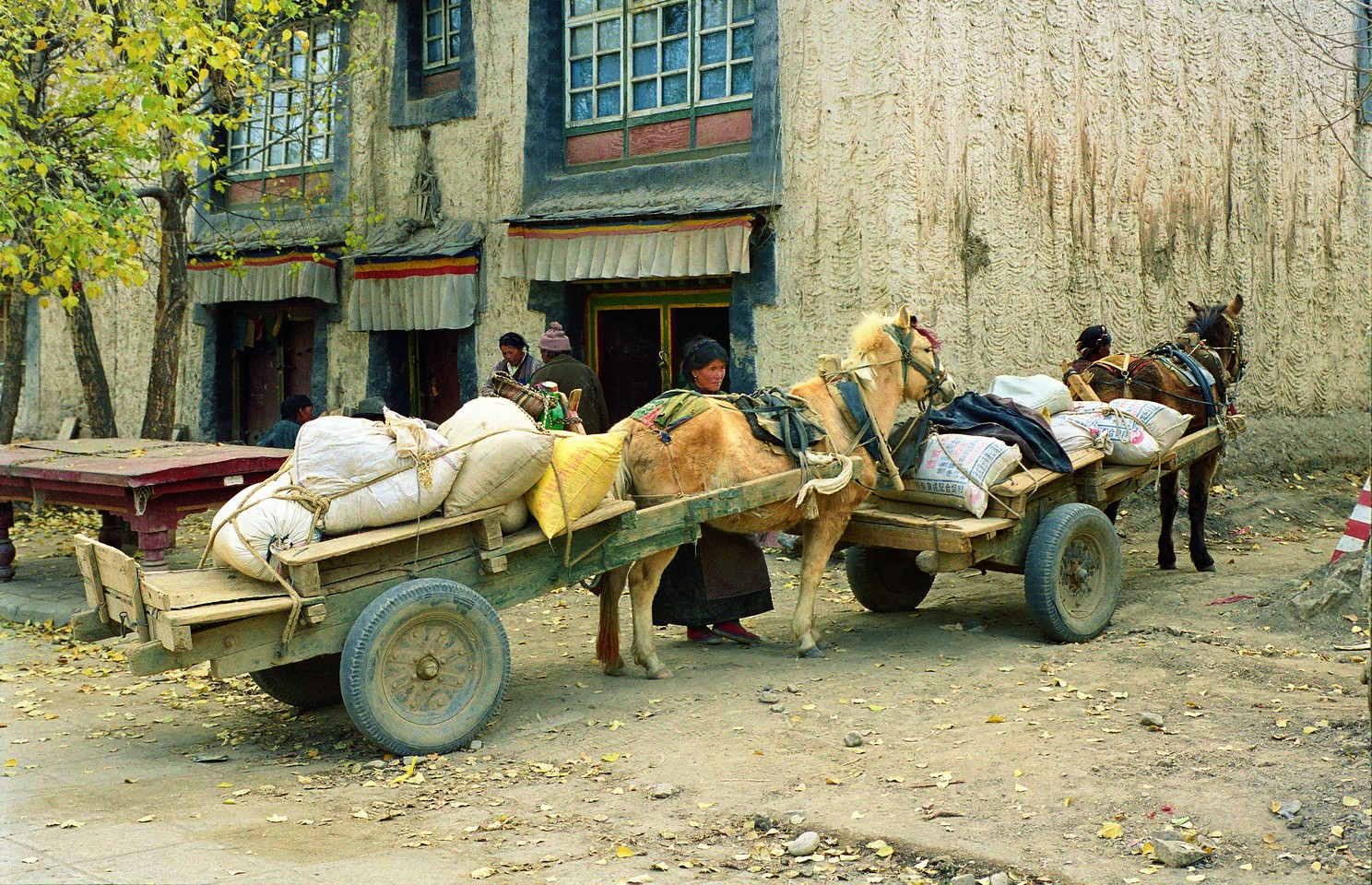
Paysans tibétains à Gyantsé (2004)

Une exemption de l'impôt sur le revenu pour les agriculteurs et les pasteurs d'ethnie tibétaine a été étendue à la province du Sichuan en 2004 ainsi que le signalent Baogang He et Barry Sautman.

## Impact de l'évolution climatique
Des indices montrent que le plateau du Tibet est devenu plus sec durant les cinq derniers millénaires. Le Tibet occidental, qui est aujourd'hui une région inhabitée en raison du froid et de la sécheresse, pourrait bien avoir été occupé par des pâturages il y a 5 000 ans.
De nos jours, le climat dans le nord du plateau devient très rude, très sec. Comme il y a trop de troupeaux et trop peu d'herbe, le plateau se désertifie.